# Mickaël Buffaz
Mickaël Buffaz (Genève, 21 mei 1979) is een Frans voormalig wielrenner. Hij won in 2002 de Franse eendaagse wedstrijd Parijs-Troyes. Daarna kreeg hij een profcontract bij Jean Delatour. In zijn eerste jaar als professional won hij Prix des Moissons. In 2009 won Buffaz een rit in de Ronde van de Ain en in 2010 de eerste etappe en het eindklassement van Parijs-Corrèze.
Van 2007 tot en met 2012 kwam hij uit voor Cofidis. Op 14 oktober 2012 reed hij zijn laatste wedstrijd als professioneel wielrenner.

## Belangrijkste overwinningen
2002
- Parijs-Troyes
- Ronde van Gironde

2003
- Prix des Moissons
- Mi-Août en Bretagne

2004
- Dernycriterium van Descartes

2008
- Frans kampioen Halve Fond

2009
- 1e etappe Ronde van de Ain

2010
- 1e etappe Parijs-Corrèze
- Eindklassement Parijs-Corrèze

## Resultaten in voornaamste wedstrijden
| Jaar | Ronde van Italië | Ronde van Frankrijk | Ronde van Spanje |
| ---- | ---------------- | ------------------- | ---------------- |
| 2007 | 126e             |                     |                  |
| 2008 | 121e             |                     |                  |
| 2009 |                  |                     | 89e              |
| 2010 | buiten tijd      |                     | opgave           |
| 2011 |                  | 131e                |                  |
| 2012 |                  |                     | 45e              |

| Jaar | Luik-Bast.‑Luik | Ronde van Lombardije |  | Wereldranglijsten |
| ---- | --------------- | -------------------- |  | ----------------- |
| 2007 |                 |                      |  |                   |
| 2008 | 119e            |                      |  | 52e (UPT)         |
| 2009 |                 | 91e                  |  |                   |
| 2010 |                 |                      |  |                   |
| 2011 | 57e             |                      |  |                   |